# Botvin'ja
La botvin'ja in russo ботвинья? è una pietanza russa che consiste in una zuppa fredda a base di kvas, verdure cotte e pesce.
Ne esiste anche una variante più povera e più semplice da preparare priva di pesce.

## Ingredienti
- kvas
- barbabietole rosse novelle
- ortiche
- acetosa
- fusti di barbabietola
- cima di cipolla
- aneto
- prezzemolo
- cren
- pesce pregiato
- gamberi